# Foulques IV d'Anjou

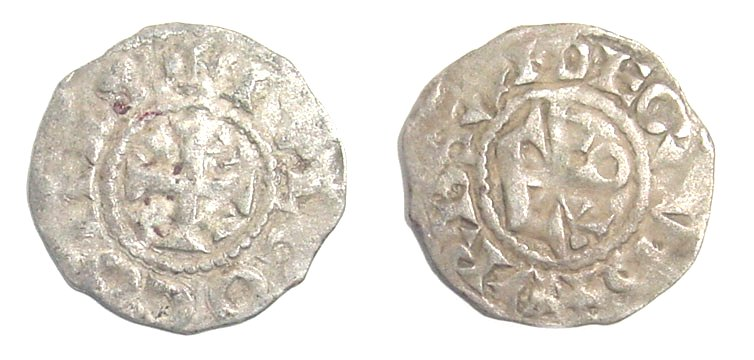
Monnaie de Foulques IV.

Pour les articles homonymes, voir Foulques.
Foulques IV d'Anjou, dit « le Réchin » ou « le Querelleur » (né en 1043 à Château-Landon - mort le 14 avril 1109 à Angers), fut comte d'Anjou et de Tours de 1068 à 1109. Il était de la famille des Ingelgeriens et fils cadet de Geoffroy II Ferréol, comte de Gâtinais, et d'Ermengarde d'Anjou.

## Biographie

### Un cadet parvenu chef de maison
Foulques partage avec son frère Geoffroy III « le Barbu » les biens de son oncle maternel, Geoffroy II d'Anjou dit Geoffroy Martel. Geoffroy, l'aîné, a la meilleure part : l'Anjou et la Touraine ; tandis que Foulques reçoit la Saintonge et la seigneurie de Vihiers.
En 1061, Guy-Geoffroy-Guillaume VIII, duc d'Aquitaine occupe la Saintonge, mais Geoffroy et Foulques le battent à Chef-Boutonne et Foulques récupère la Saintonge ; cependant pour peu de temps, car Guillaume la reprend l'année suivante et chasse l'armée de Foulques.
Ne voulant se contenter de la seigneurie de Vihiers, il prend la tête de l'opposition baronniale contre son frère, lorsque celui-ci s'empêtre dans une dangereuse lutte contre le clergé. Il s'empare de Saumur le 25 février 1067, puis d'Angers, le 4 avril 1067, capture son frère et l'emprisonne.
Foulques Réchin gagne facilement à sa cause quelques-uns des plus puissants vassaux de Geoffroy « le Barbu », son frère, abandonné déjà par le clergé et excommunié par le légat papal. Sûr de leur concours, il marche sur Angers le Mercredi saint 4 avril 1067 et, grâce à la trahison de Geoffroy II de Preuilly, de Renaud II de Château-Gontier, de Giraud Ier de Montreuil et du prévôt d'Angers, nommé Robert, s'empare de la personne de Geoffroy et le jette en prison. La punition des traîtres ne se fait pas attendre. Foulques Réchin ne put ou ne voulut pas préserver ses affidés de la vengeance populaire. Le lendemain, au Jeudi saint, une émeute terrible soulève la ville : Renaud de Château-Gontier, Geoffroy de Preuilly, Giraud de Montreuil sont massacrés ; le prévôt, appréhendé à son tour, a bientôt après un sort semblable.
Après une courte réconciliation, le combat reprend, et Foulques capture, dépose et emprisonne son frère à Chinon.
Certains de ses nouveaux vassaux, parmi lesquels Sulpice II d'Amboise, contestent son titre, il aura toujours affaire à une opposition en Anjou, où s'installe l'anarchie féodale. Pour s'assurer du soutien du roi Philippe Ier, il lui cède le Gâtinais. Il doit soumettre un par un ses vassaux turbulents, n'hésitant pas à prendre et incendier des châteaux.
Pour résister au duc de Normandie Guillaume le Conquérant, il conclut plusieurs alliances, mariant sa demi-sœur Hildegarde à Gui-Geoffroy-Guillaume VIII d'Aquitaine et sa fille Ermengarde d'Anjou au duc de Bretagne Alain Fergent. Il soutient aussi les barons du Maine en révolte contre le duc de Normandie.
Il a avec l'archevêque de Tours une querelle qui faillit le faire excommunier ; mais ses libéralités lui assurent l'indulgence des commissaires nommés par le pape pour examiner sa conduite. Bertrade de Montfort, sa femme, lui est enlevée par Philippe Ier de France, roi de France. Il doit aussi combattre la révolte de son fils Geoffroy IV Martel qui, plus tard, en commis du comté, est tué au siège de Candé en 1106. Après une domination politique reconnue de quarante-et-une années, il meurt à Angers en 1109.
Il a pour sœur Hildegarde Hérou, première dame de Montargis.

### Mariages et enfants
Il eut de nombreuses épouses. Geoffroy Martel lui donne comme première femme la fille du fidèle Lancelin II, seigneur de Beaugency, Hildegarde de Beaugency. Elle est la mère de :
- Ermengarde d'Anjou (morte en 1146), mariée à Guillaume IX, duc d'Aquitaine et comte de Poitiers, puis à Alain IV Fergent, duc de Bretagne.

Veuf, il se remarie avec Ermengarde de Bourbon, fille d'Archambaud IV, sire de Bourbon. Il la répudie et arrange le remariage de celle-ci avec Guillaume de Jaligny. 
Foulques et Ermengarde ont eu :
- Geoffroy IV Martel (mort en 1106), qui fut co-comte d'Anjou.

Foulques épouse en troisièmes noces le 21 janvier 1076 Aurengarde ou Orengarde de Chatelaillon, fille d'Isembard, seigneur de Châtel-Aillon. Il la répudie en 1080, et l'enferme dans le donjon de Beaumont-lès-Tours. Le comte très vert s'engage alors auprès de diverses maisons, en quête de jeune compagne.
Il épouse une fille de Gautier Ier, comte de Brienne.
Il répudie cette dernière avant 1090 pour épouser Bertrade de Montfort (morte en 1117), fille de Simon Ier, seigneur de Montfort et d'Agnès d'Évreux. Foulques et Bertrade eurent plusieurs garçons dont :
- Foulques V « le Jeune » (vers 1090 mort en 1144), comte d'Anjou, puis roi de Jérusalem.

Sa jeune épouse Bertrade le quitte en 1092, « l'an que Philippe prit femme Bertrade, femme de Foulques, comte d'Anjou », nous livre une étonnante chronique : Bertrade, consentante, est enlevée par le roi Philippe Ier.
Foulques n'a que l'embarras du choix pour lui trouver des remplaçantes, officieuses ou officielles. Mais le vieil homme politique s'abstient de la remplacer pour exploiter politiquement cet adultère.

### Un maître politique insatiable
Foulques le Réchin semble avoir surveillé avec une grande acuité les contrées sous sa protection ainsi que ses proches voisins. Sans oublier son intérêt, il a aussi contrôlé la vie de petites héritières, nous connaissons celle de Corba qui possédait de son père Foucois un des trois châteaux d'Amboise. Corba est d'abord gardée vierge par sa famille. Sulpice d'Amboise, le frère de sa mère, se garde de la marier pour garder la haute main sur le bien. Mais Foulques Réchin fait pression, négocie et obtient la main de Corba pour un de ses chevaliers familiers, qui garde déjà le troisième château d'Amboise.
Mais la vie de château n'attire pas le jeune marié qui décide de partir en croisade avec son cousin Hughes. Il y meurt. Dès la nouvelle connue, Foulques Réchin sans demander avis à quiconque, et encore moins consulter la famille du défunt, prend la tutelle de la jeune veuve Corba et la remarie prestement à Achard de Saintes, un chevalier très âgé devenu gardien de château. Comme ce dernier a payé à Foulques une forte somme d'argent pour sa nouvelle épouse, Foulques Réchin est doublement satisfait car les châteaux sont bien gardés. Mais Hughes qu'on croyait également trépassé revient de croisade, Achard prend peur et tremblant qu'on ne lui arrache sa dulcinée, la confie à son frère cellérier de Saint-Martin à Tours.
La jeune Corba, trop protégée et constamment sous surveillance à la vue de nouvelles gens survenant à Tours, s'ennuie. Elle aperçoit pourtant un bourgeois d'Amboise, lui signale à la dérobée sa condition de captive et se fait enlever. Ayant repris contact avec son lignage, elle ne souhaite revoir son vieux mari qui, dépité de ses déboires, meurt de chagrin. Sa famille ne commet plus la première erreur, et comme elle s'est placé sous leur contrôle, elle fait épouser à la nouvelle veuve un chevalier obligé d'Amboise. Mais il part vite rejoindre la croisade lancée par Guillaume d'Aquitaine. Cette troupe emmène aussi les femmes, Corba qui est du voyage disparaît lorsque la gigantesque armée croisée est encerclée, puis massacrée et vaincue par les Turcs.

### Exploits angevins ouGesta Consulum Andegavorum
Foulques a écrit une Histoire des comtes d'Anjou, dont il ne reste qu'un fragment, inséré dans le Spicilegium de Luc d'Achery et traduit par l'abbé Michel de Marolles dans ses Histoires des anciens comtes d'Anjou.
Le Gesta Consulum Andegavorum est un texte qui est écrit en latin de 1100 à 1140 par un moine angevin, à la demande de Foulques IV d'Anjou dit « le Réchin ». Il détaille la première dynastie des comtes d'Anjou depuis la succession de Charlemagne.
La version numérisée de ce texte : La Chronique des exploits des Comtes d'Anjou est disponible en français.

### Sources et bibliographie
- Marie-Nicolas Bouillet  et Alexis Chassang (dir.), « Foulques IV d'Anjou » dans Dictionnaire universel d’histoire et de géographie, 1878 (lire sur Wikisource).